# Johann Bauer (Politiker, 1887)
Johann Moritz Bauer (* 13. Oktober 1887 in Neuses; † 28. Mai 1962 in Potsdam) war ein deutscher Gewerkschafter und sozialdemokratischer Politiker.

## Leben
Johann Bauer wurde als Sohn eines Schneiders geboren. Nach dem Besuch der Volksschule in Coburg hat er eine Lehre als Tischler in der Holzverarbeitung absolviert. Von 1919 bis 1931 arbeitete er hauptberuflich als Geschäftsführer beziehungsweise Arbeitersekretär des Holzarbeiterverbandes. In Luckenwalde war er seit 1927 Vorsitzender des Ortsausschusses des ADGB.
Bauer trat 1909 in die SPD ein. In Luckenwalde war er von 1926 bis 1931 für die SPD Stadtverordneter und anschließend bis zu seiner Entlassung 1933 besoldeter Stadtrat. Am 29. April 1925 gelangte er im Nachrückverfahren als Abgeordneter in den Preußischen Landtag, dem er ununterbrochen bis 1933 angehörte.
Zu Beginn der Zeit des Nationalsozialismus wurde Bauer aufgrund seiner Funktionen in Gewerkschaft und Partei als Luckenwalder Stadtrat entlassen und im März 1933 verhaftet. Nach mehrwöchiger Inhaftierung in Schneidemühl, im Polizeigefängnis Alexanderplatz und in Luckenwalde sowie anschließender „Schutzhaft“ im KZ Sonnenburg und bis Oktober 1933 im KZ Oranienburg wurde er weiterhin überwacht und musste sich regelmäßig bei der Polizei melden. Seine Ehefrau erkrankte und sein Sohn wurde aus der Oberschule ausgeschlossen.
1934 zog Bauer zunächst nach Berlin-Steglitz, später verlegte er seinen Wohnsitz nach Potsdam, wo er ein Zigarrengeschäft und eine Lotterievertretung betrieb. Er pflegte weiterhin Kontakte zu ehemaligen Mitstreitern, wie beispielsweise Paul Szillat, und beteiligte sich nach dem Kriegsende an der Neugründung der SPD und der Gewerkschaften.
Von 1945 bis 1947 war er erster Vorsitzender und danach zweiter Vorsitzender des FDGB in Potsdam. Im September 1945 wurde er zum Obermagistrat der Stadt Potsdam ernannt, doch bereits einen Monat später aufgrund politischer Differenzen zur KPD ins Rechnungsprüfungsamt versetzt. Bauer war Leiter des Rechnungsprüfungsamtes und wurde im Juli 1946 Direktor und Kreisgeschäftsführer der Sozialversicherungskasse. 1952 wurde er aufgrund seiner abweichenden politischen Haltung zum Rücktritt gezwungen. Im Anschluss zog er sich ins Privatleben zurück.